# Pultenaea
Pultenaea es un género de plantas con flores con 234 especies perteneciente a la familia Fabaceae. Es originario de Australia.

## Especies seleccionadas
- Pultenaea acerosa
- Pultenaea aciphylla
- Pultenaea acuminata
- Pultenaea adunca
- Pultenaea alea
- Pultenaea altissima
- Pultenaea amoena
- Pultenaea andrewsii